# Japansk rododendron
Japansk rododendron (Rhododendron degronianum) är en art i familjen ljungväxter som förekommer i Japan.
Arten är en mångformig städsegrön låg- och bredväxande buske till 250 cm hög. Blommorna är vita till rosa i toppställda klasar.
Arten består av tre underarter:
- ssp. degronianum - har blad som är elliptiska till omvänt lansettlika med gulbrunt till rödbrunt indumentum. Blommorna sitter 6-15 tillsammans och ha 5 kronflikar och 10 ståndare.

- Sydjapansk rododendron ssp. heptamerum - har blad som är elliptiska till omvänt lansettlika med tunt, sammetslikt indumentum. Blommorna sitter 6-15 tillsammans och har sju kronflikar och 14 ståndare.

- Praktrododendron ssp. yakushimanum - har blad som är brett till smalt elliptiska till smalt lansettlika med inrullade bladkanter. Toppen har vitt indumentum, basen har vitt till gulbrunt indumentum. Blommorna sitter 5-10 tillsammans och ha 5 kronflikar och 10 ståndare.

## Synonymer
subsp. degronianum
- Hymenanthes japonica Blume
- Rhododendron degronianum Carr.
- Rhododendron degronianum f. leucanthum (Makino) H.Hara
- Rhododendron degronianum var. okiense (T.Yamazaki) T.Yamazaki nom. inval.
- Rhododendron metternichii var. degronianum  Makino
- Rhododendron metternichii subsp. pentamerum (Maximowicz) Sugimoto
- Rhododendron metternichii var. petamerum  Maximowicz
- Rhododendron nakaii Komatsu
- Rhododendron pentamerum (Maximowicz) Matsumura & Nakai

subsp. heptamerum (Maximowicz) H.Hara 
- Rhododendron degronianum subsp. heptamerum var. hondoense (Nakai) H.Hara
- Rhododendron degronianum subsp. heptamerum (T.Yamazaki) H.Hara
- Rhododendron degronianum var. heptamerum (Maximowicz) Sealy ex H.H.Davidian
- Rhododendron degronianum var. hondoense (Nakai) H.Hara
- Rhododendron heptamerum (Maximowicz) Balf.f.
- Rhododendron hymenanthes Makino nom. illeg.
- Rhododendron japonicum (Bl.) C.K.Schneider nom. illeg.
- Rhododendron japonoheptamerum S.Kitamura .
- Rhododendron japonoheptamerum f. albiflorum (Takeda) T.Yamazaki
- Rhododendron japonoheptamerum var. hondoense (Nakai) S.Kitamura
- Rhododendron japonoheptamerum var. hondoense f. leucanthum (Nakai) T.Yamazaki
- Rhododendron japonoheptamerum var. kyomaruense (T.Yamazaki) T.Yamazaki
- Rhododendron japonoheptamerum var. okiense T.Yamazaki
- Rhododendron metternichii Siebold & Zuccarini nom. illeg.
- Rhododendron metternichii f. albiflorum Takeda
- Rhododendron metternichii (al.) heptamerum Maximowicz
- Rhododendron metternichii var. hondoense Nakai
- Rhododendron metternichii var. hondoense f. leucanthum Nakai
- Rhododendron metternichii var. kyomaruense T.Yamazaki
- Rhododendron metternichii var. kyomaruense Yamazaki

subsp. yakushimanum (Nakai) H.Hara
- Rhododendron degronianum var. yakushimanum (Nakai) Kitamura
- Rhododendron degronianum subsp. yakushimanum var. intermedium (Sugimoto) H.Hara
- Rhododendron metternichii subsp. yakushimanum var. intermedium Sugimoto
- Rhododendron yakushimanum Nakai